# Деловий потік
Дєловий потік (словац. Dielový potok) — річка; ліва притока Хлебницького потоку, протікає в окрузі Дольний Кубін.
Довжина приблизно 3.5-4.0 км. Витік знаходиться в масиві Скорушинські гори (геоморфологічна підодиниця Копець) — на висоті приблизно 950 метрів.
Протікає територією села Хлебниці. Впадає у Хлебницький потік на висоті близько 600-605 метрів.